# Paolo Bordogna
Paolo Bordogna (Melzo, 2 gennaio 1972) è un baritono e basso italiano.

## Biografia
Ha mosso i primi passi nel mondo della musica nel Coro S. Andrea di Melzo in provincia di Milano. 
Ha studiato canto lirico presso la Civica Scuola di Musica di Milano, Villa Simonetta, oggi pareggiata a Conservatorio e intitolata a Claudio Abbado, con il baritono Roberto Coviello. Successivamente ha frequentato l’Accademia Lirica Internazionale di Katia Ricciarelli che l’ha portato al debutto operistico nell'Elisir d’amore, Belcore 1997 e l’Accademia Rossiniana di Pesaro sotto la guida di Alberto Zedda (1998). Ha ottenuto ottimi piazzamenti in diversi concorsi nazionali e internazionali. Nel 2000 vince il Premio Caruso e nel 2006 il Premio “Bastianini”.
Ritenuto oggi uno degli interpreti di maggiore riferimento della sua generazione per il repertorio buffo, si è esibito presso le più importanti istituzioni mondiali, tra cui il Teatro alla Scala di Milano, Rossini Opera Festival, Staatsoper di Vienna, Accademia Nazionale di Santa Cecilia, ROH Covent Garden London, Washington National Opera, San Carlo di Napoli, München Bayerische Staatsoper, Maggio Musicale Fiorentino, Opera di Roma, Regio di Torino, Massimo di Palermo, Opèra di Parigi, Real di Madrid, Hamburgische Staatsoper, Liceu di Barcelona, Sydney Opera House, NCPA di Pechino, Tchaikovsky Hall di Mosca, ABAO Bilbao, Palau de les Arts Valencia, National Greek Opera.
Nel 2015 pubblica con Decca il suo primo album solistico Tutto Buffo, primo cd della storica etichetta londinese dedicato al repertorio del Buffo. Ha preso parte a diverse prime esecuzioni mondiali in epoca moderna, è stato infatti il primo interprete del figaro Rossiniano a Mumbay e New Dehly; il primo Selim (Turco in Italia) alla Sydney Opera House. 
In televisione è apparso nel ruolo di Taddeo ne L'Italiana in Algeri interpretata nel 2012 sotto la direzione di Paolo Olmi al Teatro Comunale di Bologna e trasmessa da Rai 3; in quello di Germano della Scala di Seta interpretato nel 2009 sotto la guida di Claudio Scimone al Rossini Opera festival trasmessa da Arte e Rai 5.
Ha cantato per il regista Mario Martone nel film Il giovane favoloso, dedicato a Giacomo Leopardi, che ha gareggiato in concorso alla 71ª Mostra internazionale d'arte cinematografica di Venezia.
Nel settembre 2016 si è unito civilmente al compagno Adalberto Ruggeri, manager. La cerimonia si è svolta a Villa Isolani alla Quaderna, nel comune di Ozzano dell'Emilia.
Ricordiamo l’attività filantropica citando alcune delle manifestazioni più importanti che hanno visto protagonista Bordogna negli ultimi anni:
- JuanDiego Florez and Friends Wien Musikverein “Sinfonia por el Perù” 2018

- Presentazione e concerto su “Il Barbiere di Siviglia” presso l’Ambasciata Italiana di Washington 2018

- Conferenza e concerto “La Musica da camera di Gioachino Rossini” e presentazione della proiezione “La Scala di Seta” (video del Rossini Opera Festival con protagonista lo stesso Paolo Bordogna) presso l’Istituto Italiano di Cultura di Sydney 2016

- Presentazione e concerto su “La Cenerentola” presso l’Ambasciata Italiana di Washington 2015

- Lectio Magistralis “La storia del Melodramma Italiano” presso Sydney University 2015

- Conferenza e concerto “La Musica da camera di Gioachino Rossini” e presentazione della proiezione “La Scala di Seta” (video del Rossini Opera Festival con protagonista lo stesso Paolo Bordogna) presso l’Istituto Italiano di Cultura di Monaco di Baviera 2015

- Conferenza e concerto “Il Belcanto Italiano” presso la Casa Italiana Zerilli Marimò di New York 2015

## Repertorio
| Ruolo                                   | Titolo                                   | Autore    |
| --------------------------------------- | ---------------------------------------- | --------- |
| Abbate Cospicuo                         | Arlecchino                               | Busoni    |
| Il maestro                              | Il maestro di cappella                   | Cimarosa  |
| Geronimo                                | Il matrimonio segreto                    | Cimarosa  |
| Don Gregorio                            | Don Gregorio                             | Donizetti |
| Mamma Agata                             | Le convenienze ed inconvenienze teatrali | Donizetti |
| Belcore Dulcamara                       | L'elisir d'amore                         | Donizetti |
| Sulpice                                 | La Fille du régiment                     | Donizetti |
| Gasparo                                 | Rita                                     | Donizetti |
| Marchese di Boisfleury                  | Linda di Chamounix                       | Donizetti |
| Don Pasquale Malatesta                  | Don Pasquale                             | Donizetti |
| Buonafede                               | Il mondo della luna                      | Haydn     |
| Bartolo Figaro                          | Le nozze di Figaro                       | Mozart    |
| Leporello                               | Don Giovanni                             | Mozart    |
| Don Alfonso                             | Così fan tutte                           | Mozart    |
| Abdalà                                  | Tutti in maschera                        | Pedrotti  |
| Uberto                                  | La serva padrona                         | Pergolesi |
| Schaunard                               | La bohème                                | Puccini   |
| Ping                                    | Turandot                                 | Puccini   |
| Tobia Mill                              | La cambiale di matrimonio                | Rossini   |
| Gamberotto                              | L'equivoco stravagante                   | Rossini   |
| Germano                                 | La scala di seta                         | Rossini   |
| Pacuvio                                 | La pietra del paragone                   | Rossini   |
| Martino                                 | L'occasione fa il ladro                  | Rossini   |
| Taddeo                                  | L'italiana in Algeri                     | Rossini   |
| Don Geronio Selim                       | Il turco in Italia                       | Rossini   |
| Bartolo Figaro                          | Il barbiere di Siviglia                  | Rossini   |
| Monsù Traversen                         | La gazzetta                              | Rossini   |
| Dandini Don Magnifico                   | La Cenerentola                           | Rossini   |
| Fabrizio Vingradito Fernando Villabella | La gazza ladra                           | Rossini   |
| Isidoro                                 | Matilde di Shabran                       | Rossini   |
| Barone Trambonok                        | Il viaggio a Reims                       | Rossini   |
| Il signor La Rocca                      | Un giorno di regno                       | Verdi     |
| Fra Melitone                            | La forza del destino                     | Verdi     |

## Discografia
- Galuppi: La partenza ed il Ritorno dei marinai (Don Roberto-Nalesso records)
- Donizetti: Don Gregorio - Luca Ludovici/Giorgio Trucco/Stefano Montanari/Bergamo Musica Festival Orchestra/Livio Scarpellini/Bergamo Musica Festival Chorus/Giorgio Valerio/Elizaveta Martirosyan/Paolo Bordogna/Alessandra Fratelli, 2013 Dynamic
- Donizetti: Rita - Teresa di Bari/Paolo Bordogna/Walter Omaggio, 2001 Kicco
- Rossini: La Cambiale Di Matrimonio - Fabio Maria Capitanucci/Maria Gortsevskaya/Umberto Benedetti Michelangeli/Bolzano-Trento Orchestra Haydn, 2000 Dynamic
- Rossini: La gazza ladra - 2013 Dynamic
- Rossini: La Cenerentola - Alberto Zedda/Joyce DiDonato/Bruno Praticò, 2005 Naxos
- Verdi: Un giorno di regno - Alessandra Marianelli/Guido Loconsolo/Anna Caterina Antonacci/Andrea Porta/Orchestra del Teatro Regio di Parma/Donato Renzetti, 2013 C Major
- Bordogna, Tutto buffo. Arie per baritono - Lanzillotta/Orch. Toscanini, 2015 Decca

## DVD & BLU-RAY
- Donizetti, Le Convenienze ed Inconvenienze Teatrali (Mamma Agata-Bongiovanni)
- Pedrotti, Tutti in Maschera (Abdalà-Bongiovanni)
- Rossini, La Cenerentola (Don Magnifico-Dynamic)
- Rossini,  La Gazza Ladra (Fabrizio- Dynamic)
- Rossini, Il barbiere di Siviglia (Basilio-Bongiovanni)
- Rossini, Matilde di Shabran (Rossini Opera Festival 2012) - Mariotti/Florez/Peretyatko, regia Mario Martone, Decca
- Rossini, La pietra del paragone (Teatro Real, 2007) - Pietro Spagnoli/Alberto Zedda, regia Pier Luigi Pizzi, Opus Arte
- Rossini, La scala di seta (Rossini Opera Festival, 2009) - Olga Peretyatko/Carlo Lepore/Paolo Bordogna/Claudio Scimone, Opus Arte
- Rossini, La cambiale di matrimonio (Rossini Opera Festival, Pesaro, 2006) - Paolo Bordogna/Desirée Rancatore/Saimir Pirgu/Orchestra Haydn di Bolzano e Trento, regia Luigi Squarzina, Naxos
- Verdi, Un giorno di regno (Teatro Regio di Parma, 2010) - Anna Caterina Antonacci/Donato Renzetti, regia Pier Luigi Pizzi, C Major